# Danh sách sân bay tại Campuchia

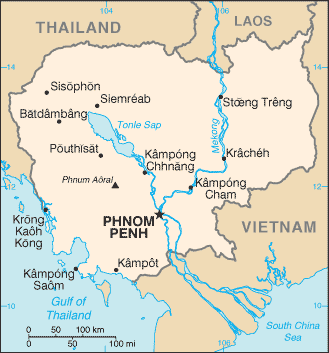
Bản đồ Campuchia

Cambodia, hay còn gọi Vương quốc Campuchia, là một quốc gia Đông Nam Á, giáp biên giới Thái Lan về phía tây và tây bắc, Lào về phía bắc và Việt Nam ở phía đông và đông nam. Ở phía Nam giáp với Vịnh Thái Lan. Phnom Penh là thủ đô và là thành phố lớn nhất. Siem Reap, một thành phố nằm gần những di tích nổi tiếng như Angkor Wat, là cửa ngõ vào khu vực Angkor, và là điểm đến chính của Campuchia cho khách du lịch. Battambang, thành phố lớn nhất ở phía tây Campuchia, được biết đến như nơi sản xuất lúa gạo của nơi đây và Sihanoukville, một thành phố ven biển, có cảng biển chính.

## Sân bay
In đậm là các sân bay quốc tế.
| Thành phố phục vụ | Tỉnh              | ICAO | IATA | Tên sân bay                   | Tọa độ địa lý                                   |
| ----------------- | ----------------- | ---- | ---- | ----------------------------- | ----------------------------------------------- |
| Ban Lung          | Ratanakiri        | VDRK | RBE  | Sân bay Ratanankiri           | 13°43′55″B 106°59′1″Đ / 13,73194°B 106,98361°Đ  |
| Battambang        | Battambang        | VDBG | BBM  | Sân bay Battambang            | 13°05′44″B 103°13′28″Đ / 13,09556°B 103,22444°Đ |
| Kampong Cham      | Kampong Cham      | VDKC |      | Sân bay Kampong Cham          | 12°01′44″B 105°26′28″Đ / 12,02889°B 105,44111°Đ |
| Kampong Chhnang   | Kampong Chhnang   | VDKH | KZC  | Sân bay Kampong Chhnang       | 12°15′12″B 104°34′3″Đ / 12,25333°B 104,5675°Đ   |
| Kampong Thom      | Kampong Thom      |      | KZK  | Sân bay Kampong Thom          |                                                 |
| Kampot            | Kampot            |      | KMT  | Sân bay Kampot                | 10°37′59″B 104°09′44″Đ / 10,63306°B 104,16222°Đ |
| Koh Kong          | Koh Kong          | VDKK | KKZ  | Sân bay Koh Kong              | 11°36′47″B 102°59′51″Đ / 11,61306°B 102,9975°Đ  |
| Krakor            | Pursat            | VDSY | KZD  | Sân bay Krakor                | 12°32′14″B 104°08′54″Đ / 12,53722°B 104,14833°Đ |
| Kratié            | Kratié            | VDKT | KTI  | Sân bay Kratié                | 12°29′22″B 106°03′18″Đ / 12,48944°B 106,055°Đ   |
| Pailin            | Pailin            |      | PAI  | Sân bay Pailin                |                                                 |
| Phnom Penh        | Phnom Penh        | VDPP | PNH  | Sân bay quốc tế Phnom Penh    | 11°32′47″B 104°50′38″Đ / 11,54639°B 104,84389°Đ |
| Senmonorom        | Mondulkiri        | VDMK | MWV  | Sân bay Mondulkiri            | 12°27′45″B 107°11′13″Đ / 12,4625°B 107,18694°Đ  |
| Siem Reap         | Siem Reap         | VDSR | REP  | Sân bay quốc tế Siem Reap     | 13°24′38″B 103°48′46″Đ / 13,41056°B 103,81278°Đ |
| Sihanoukville     | Sihanoukville     | VDSV | KOS  | Sân bay quốc tế Sihanoukville | 10°34′46″B 103°38′12″Đ / 10,57944°B 103,63667°Đ |
| Stung Treng       | Stung Treng       | VDST | TNX  | Sân bay Stung Treng           | 13°31′54″B 106°00′52″Đ / 13,53167°B 106,01444°Đ |
| Svay Rieng        | Svay Rieng (tỉnh) |      | SVR  | Sân bay Svay Rieng            |                                                 |
| Thbeng Meanchey   | Preah Vihear      |      | OMY  | Sân bay Thbeng Meanchey       | 13°45′37″B 104°58′18″Đ / 13,76028°B 104,97167°Đ |